# Lobatse
Lobatse är en stad i södra Botswana. Lobatse ligger 65 km söder om huvudstaden Gaborone. Botswanas högsta domstol finns i staden. Vid 2022 års folkräkning hade Lobatse 29 772 invånare.